# Riccardo Cucciolla
Riccardo Cucciolla (ur. 5 września 1924 w Bari, zm. 17 września 1999 w Rzymie) – włoski aktor filmowy, teatralny i telewizyjny. W swojej karierze wystąpił w blisko stu filmach i serialach telewizyjnych. 
Laureat nagrody dla najlepszego aktora na 24. MFF w Cannes za kreację w filmie Sacco i Vanzetti (1971) w reżyserii Giuliano Montaldo. Swoją ostatnią rolę zagrał w Bracie naszego Boga (1997) Krzysztofa Zanussiego.